# Макарово (Кичменгско-Городецкий район)
Макарово — деревня в Кичменгско-Городецком районе Вологодской области.
Входит в состав Кичменгского сельского поселения, с точки зрения административно-территориального деления — в Пыжугский сельсовет.
Расстояние до районного центра Кичменгского Городка по автодороге составляет 4 км. Ближайшие населённые пункты — Горбово, Сорокино, Лобаново.
Население по данным переписи 2002 года — 54 человека (24 мужчины, 30 женщин). Преобладающая национальность — русские (80 %).